# Compact Space
Compact Space ist eine international besetzte Synth-Rock- und Synthiepop-Band aus dem Umfeld von Depeche Mode.

## Geschichte

### Gründung
Compact Space wurde von Christian Eigner, Daryl Bamonte und Florian Kraemmer gegründet. Christian Eigner spielt seit Jahren Schlagzeug für Depeche Mode und schrieb mehrere Songs zusammen mit Dave Gahan, sowohl für Depeche Mode als auch für Gahans letztes Soloalbum, welches er auch co-produzierte. In seiner Eigenschaft als Musiker hat Eigner an insgesamt mehr als 100 Alben verschiedener Künstler mitgewirkt. Daryl Bamonte begann seine Arbeit für Depeche Mode zu Beginn ihrer Karriere im Jahr 1980 und nahm unterschiedliche Rollen ein, bevor er ab 1995 mehrere Jahre für The Cure tätig war. Florian Kraemmer ist Sohn einer Schauspielerin und eines Opernsängers, heute ein erfolgreicher Komponist von Musik für Fernsehproduktionen, der bereits im Alter von acht Jahren mit einer klassischen Klavierausbildung begann, die den Grundstein für seine musikalische Karriere legte. Eigner bat Bamonte um Texte für seine Songs und vervollständigte das Trio um seinen Weggefährten Kraemmer. Als der Song "Push Push" Gestalt annahm, erkannten die drei, dass dies der Beginn eines gemeinsamen Projekts war, und sie gründeten Compact Space.

### Der Anfang
Das erste Album Nameless wurde von Paul „P-Dub“ Walton gemischt. Danny Drysdale, der unter anderem den Hit „Human“ filmte, nahm das Video für die Single „Push Push“ auf. Am 23. Juni 2011, dem Vorabend zur Albumveröffentlichung, präsentierte die Band die neun Songs mit einer audiovisuellen Show im Hamburger Planetarium. Schon wenige Wochen danach begann das Trio die Studioarbeit für das zweite Album.

## Diskografie
- Nameless (Album) am 24. Juni 2011 bei ferryhouse/Warner
- Push Push (EP) am 24. Juni 2011 bei ferryhouse/Warner